# Zeilenkapelle

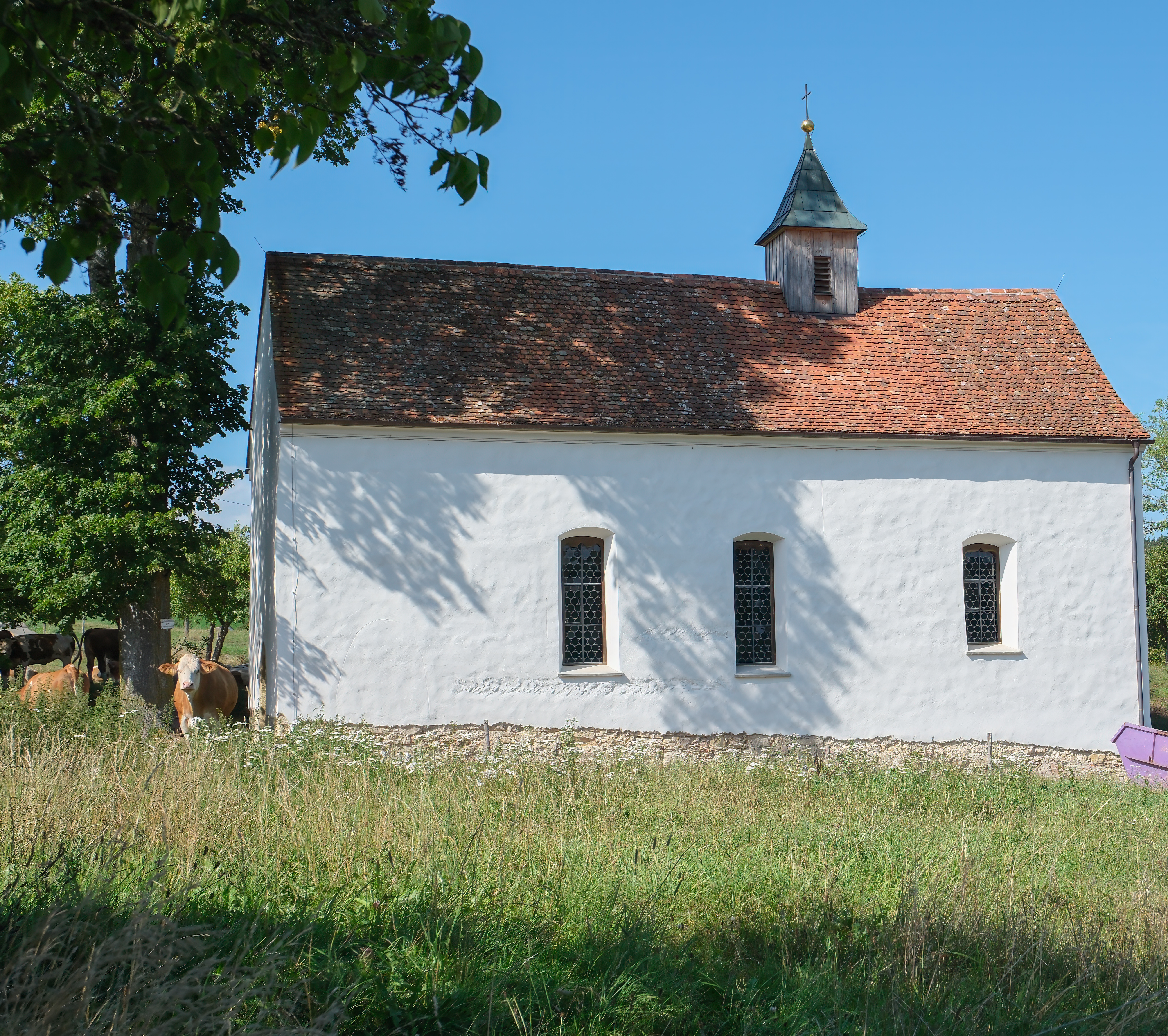
Zeilenkapelle in Emmingen-Liptingen

Die römisch-katholische Zeilenkapelle steht im ehemaligen Weiler Zeilen der Gemeinde Emmingen-Liptingen im Landkreis Tuttlingen in Baden-Württemberg.

## Beschreibung
Die romanische Kapelle geht ins späte 12. Jahrhundert zurück. Sie wurde um 1730 erhöht. Sie besteht aus einem Langhaus und einem gerade geschlossenen Chor im Osten. Aus dem Satteldach zwischen Langhaus und Chor erhebt sich ein quadratischer Dachreiter, der den Glockenstuhl beherbergt, und der mit einem Pyramidendach bedeckt ist. Der Altar wurde 1730, die Kanzel 1774 gebaut. Die Wandmalereien wurden 1903–13 freigelegt.